# 青野浩志
青野 浩志（あおの ひろし、1956年4月24日 - ）は、日本の公務員、経営者。株式会社大分フットボールクラブ（Jリーグ・大分トリニータ運営会社）前代表取締役。

## 経歴
大分県臼杵市出身。1973年、長崎県立国際経済大学経済学部を卒業。新日本証券（現・新光証券）を経て、津久見市立千怒小学校に事務職員として勤務。1982年に大分県庁に入り、文化スポーツ振興課長等を歴任。
2009年9月に大分県からJリーグに所属する大分トリニータの運営会社である株式会社大分フットボールクラブに、取締役経営企画部長として出向。同年12月12日に溝畑宏が代表取締役を辞任したことに伴い、代表取締役代行を務め、2010年1月から代表取締役となる。出向期間は2013年3月までの予定であったが、延長された。
2015年のJ2最終節にあたる11月23日、成績不振の責任を取って辞任の意向を表明し、12月30日付けで代表取締役を辞任。翌12月31日にいったん大分県庁に復職し、同日付けで退職した。